# Reinier Pauw (Politiker, 1564)

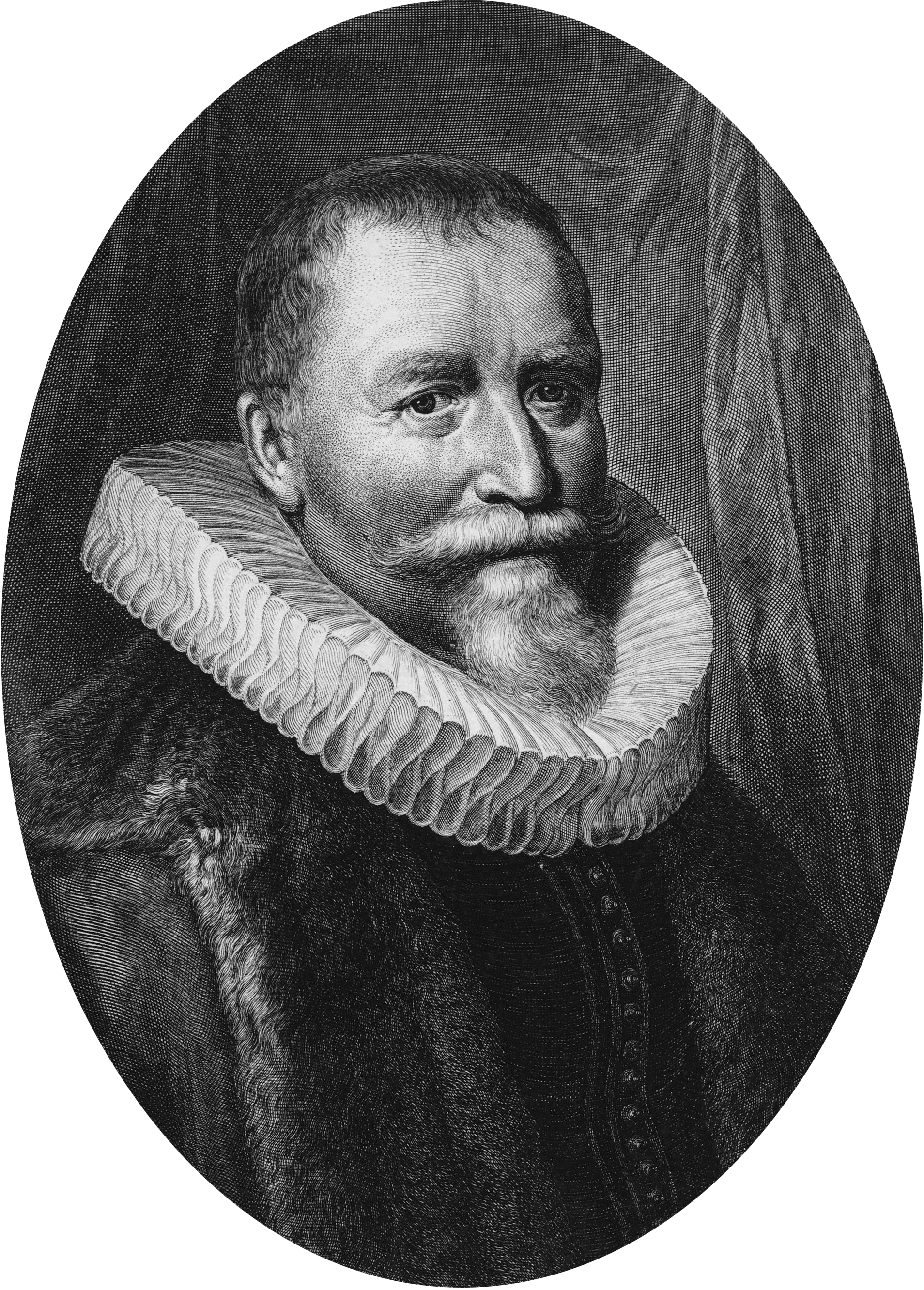
Reinier Pauw, Porträt durch Jan Anthoniszoon van Ravesteyn

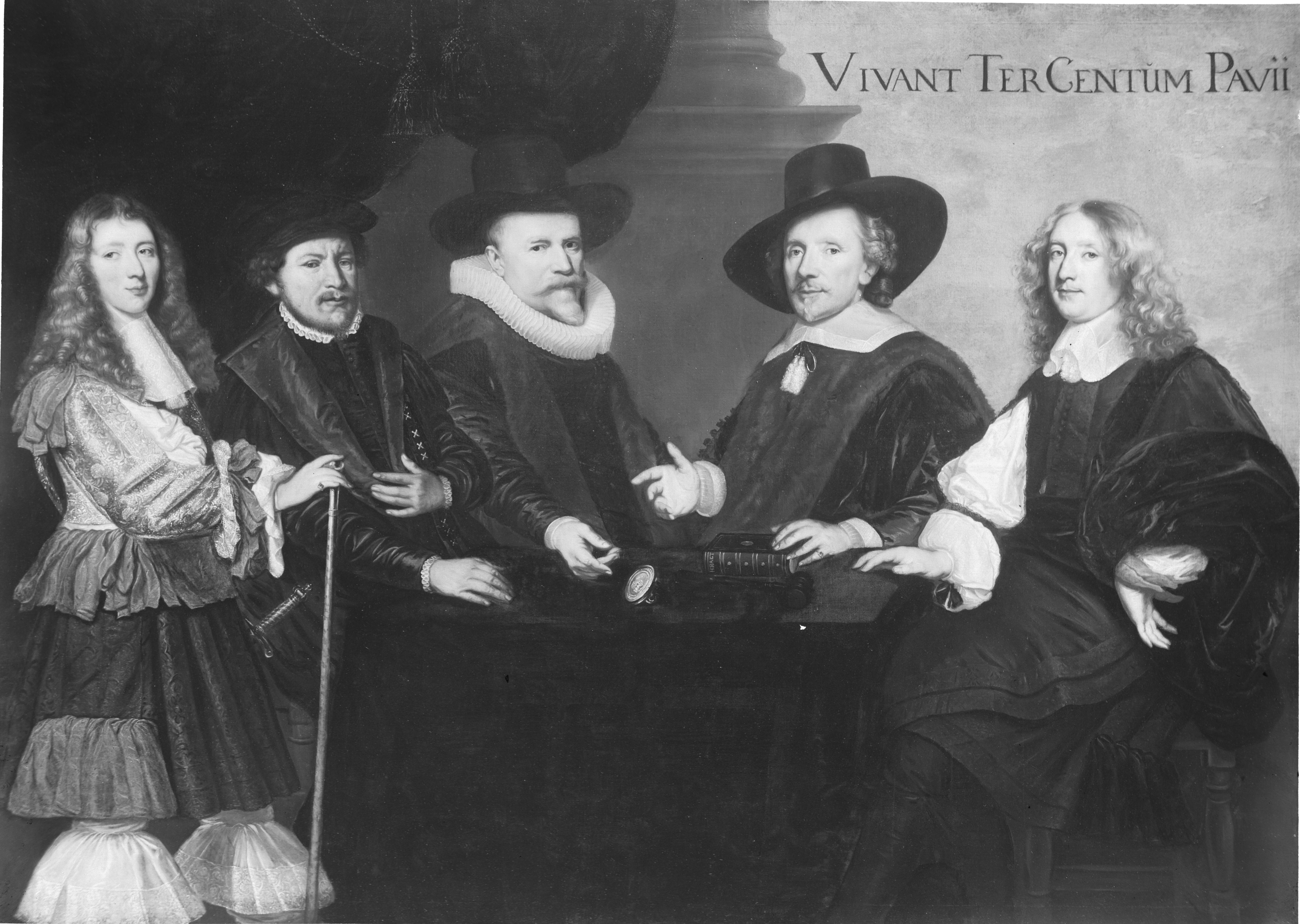
Fünf Generationen des Geschlechts Pauw (von links nach rechts): Johan Pauw (1645–1708), Adriaen Pauw (1516–1578), Reinier Pauw (1564–1636), Reinier Pauw (1591–1676) und Dirk Pauw (1618–1688)

Reinier Pauw (* 29. Juli 1564 in Amsterdam; † 19. Februar 1636 ebenda) war ein niederländischer Edelmann, Politiker und Amsterdamer Regent. Pauw war überzeugter Calvinist und auf Seite der holländischen Stadtregenten der wichtigste Parteigänger des Statthalters Moritz von Oranien. Nach dem Regimeende des remonstrantischen Staatsmannes Johan van Oldenbarnevelt war Pauw einer der mächtigsten Personen der Staaten von Holland.

## Leben
Siehe auch: Regent von Amsterdam

### Familie
Pauw wurde als Sohn des Adriaen Pauw, der bekannten holländischen Regentenfamilie Pauw entstammend, geboren. Adriaen emigrierte nach dem Einzug des Herzogs von Alba nach Emden, kehrte aber im Jahre 1578 nach Amsterdam zurück und wurde im selben Jahr gemeinsam mit Dirk Jansz Graeff zum regierenden Bürgermeister bestellt. Nach dem plötzlichen Tod seines Vaters erbte Reinier Pauw dessen großes Vermögen und konnte auch erfolgreich des Vaters Nachfolge in der Amsterdamer Stadtpolitik antreten. Reinier Pauw heiratete Cornelia de Lange. Aus dieser Ehe stammten drei Söhne: der holländische Ratspensionär Adriaan Pauw, Reinier Pauw, der Präsident des Hohen Rates von Holland, Zeeland und Westfriesland sowie Michiel Pauw, der Begründer und Landesherr von Pavonia.

### Übersicht
Pauw war sein ganzes Leben über ein umtriebiger Politiker und Geschäftsmann, so rüstete er Schiffe für Expeditionen nach Guyana und Brasilien aus. Im Jahre 1602 war er einer der Gründer der Niederländischen Ostindien-Kompanie (VOC), zu dessen Präsidenten er ernannt wurde. Auch in der Amsterdamer Regierung konnte sich Pauw zum mächtigsten Regenten emporheben, so wurde er in den Jahren 1605, 1609, 1611, 1614, 1616, 1617, 1619 und 1620 zum Stadtoberhaupt gewählt. Zwischen den Jahren 1618 und 1622 war Pauw Hollands Deputierter in den niederländischen Generalstaaten. 1621 wurde Pauw als Unterhändler an den dänischen Königshof entsandt, um den Frieden mit der niederländischen Republik zu vermitteln. Im selben Jahr war Reinier Pauw einer der drei Kandidaten für das Amt des holländischen Ratspensionärs. Statt ihm wurde aber der innerhalb der Staaten von Holland politisch schwache und dem Oranier völlig ausgelieferte Anthonis Duyck gewählt. Pauw wurde in den Jahren 1621 und 1622 durch den englischen und französischen König in den (erblichen) Ritterstand erhoben.

#### Prozess gegen Oldenbarnevelt
Politisch wollte Pauw – als überzeugter Calvinist – am Krieg mit Spanien festhalten. Dies brachte ihm auf die Seite des oranischen Statthalters Moritz von Oranien und gegen den remonstrantisch gesinnten Johan van Oldenbarnevelt und dessen Friedensbemühungen. Gemeinsam mit François van Aerssen stand Reinier Pauw an der Spitze der Calvinisten und verfolgte seine Politik dahingehend den holländischen Landesadvokaten Oldenbarnevelt politisch zu vernichten, dies gelang ihm gemeinsam mit Moritz von Oranien, als sie gemeinsam mit anderen calvinistischen und oranischen Parteigängern Oldenbarnevelt in einen Prozess verwickelten. 1619 wurde Pauw zu einem der Richter im Prozess über Oldenbarnevelt bestimmt, an dessen Ende der Landesadvokat sein Leben verlor. Oldenbarnevelts Mitstreiter Hugo Grotius, Rombout Hogerbeets – Pensionär der Stadt Leiden wurden auf der Festung Loevestein inhaftiert, und die Amsterdamer Gegner des Oraniers und Pauws, Jakob Dircksz de Graeff und Cornelis Hooft wurden durch die siegreichen Partei der Calvinisten ihrer Macht entkleidet. Andere – wie Albert Burgh – wurden von Reinier Pauw als Ratsherr in die Amsterdamer Stadtregierung neu aufgenommen.

#### Letzte Jahre
Im Laufe der 1620er Jahre wurde die Stadt Amsterdam von liberaleren Strömungen erfasst die somit der Politik Pauws ein jähes Ende bereiteten. Nach seinem Niedergang konnten die verschwägerten Geschlechter De Graeff und Bicker in den Vordergrund treten. Unter der Regentschaft von Jakob Dircksz de Graeff und Andries Bicker sind erneut remonstrantische und freisinnige Strömungen aufgekommen, gegen die sich Pauw sogar mittels Militärhilfe an die Spitze der Regierung zurückstellen wollte. Nachdem dieser Versuch gescheitert war, wurde in weiterer Folge kein Mitglied der Familie Pauw mehr zum Bürgermeister Amsterdams gewählt. Weiterhin wurde Reinier Pauw von dem Volk bedroht, das ihn des verbotenen Handels mit Spanien beschuldigte. Später bildete sich die Stadt Amsterdam zum republikanischen Zentrum der Republik heraus und Andries Bicker – ein Freikirchler und Verfechter der remonstrantischen Partei – führte die Stadt in weiterer Folge in einen offenen Kampf gegen die oranischen Statthalter.